# Twisk (film)
Twisk is een korte Nederlandse film van Orlow Seunke uit 1974.

## Synopsis
Korte film over een Beckett-achtige situatie op het kleine verlaten station van Twisk in 1910. Op het perron wachten in de zinderende hitte de ouderen gespannen op de komst van de trein. De kinderen vermaken zich door te spelen rondom het stationnetje dat is omgeven door weilanden en velden. In de verte nadert de trein.

## Rolverdeling
- Henny Alma
- Cor Boon
- Willem Hey
- Pim Rog
- Judith Scheffer

## Overige informatie
- Art direction: Bernd Woudhyzen
- Geluid: Jan Musch
- Speelduur: 15 minuten
- Formaat: 16 mm